# 了解覚書
了解覚書（りょうかいおぼえがき、Memorandum of Understanding、略称：MOU、MoU）とは、覚書の類型の１つであり、通常は外交の場面で利用される用語であって、略式の手続きで結ばれる条約の一種。条約本体（親協定）に付随して細目を取り決める場合などに用いられる。

## 概要
行政機関等の組織間の合意事項を記した文書であり、条約や契約書と異なり、通常は法的拘束力を有さない。
MOUという用語は民間同士の合意文書でも利用されることがあり、各国の大学や研究機関の国際交流や共同研究に際してもMOUが締結されたり、M&Aの現場において当事者が最終的な契約を取り交わす前に、すでに合意に達している項目（例えば買収価格やスケジュール感など）について確認し、締結される文書をMOUと呼ぶ。法的拘束力の有無については様々で、拘束力をもたせない場合にはその旨を明記するのが一般的である。

## 覚書と了解覚書
一般に「覚書」とは情報伝達または一方的意思の通告のため三人称形式で書かれた公式文書、もしくは国家間で厳密な手続きなしに合意を行い、当事国の代表者が署名し交換するものであって、とくに後者は合意覚書とも呼ばれ、条約としての意味を持つことがある。
外交用語としての覚書は、国家間の外交交渉や国際会議での議事内容を議事要録として相手方に手渡す場合に用いられ、宛名も署名もない略式のものを言う。しかし、問題になっている事態や主張に対して自国の意思を相手方に通告する一方的文書も「通告覚書」と呼ばれ、駐在する自国の外交使節を経由して、相手国の政府に伝達され、この場合は自国の大使・公使の署名を伴い、国家の正式な外交文書とされる。また国家間の条約締結交渉にあたり、論題や内容を限定する目的でなされる約束事であって、非公式ではあるがその約束事に法律的効力を認める合意文書も「了解覚書」と呼ばれる。
このような、国際公法上の了解覚書は条約の一種に分類されるが、締結の手続きやその法的拘束力において実際は大きな相違がある。君主制国家の時代では主権者たる国王やその代理人たる全権大使の署名で条約が成立したため、口頭での同意や覚書の交付が外交条約としての拘束力を有した。現代の民主主義国間における正式な条約は議会（国会等）の批准を要件とするため、覚書の存在が国家間の正式な条約として扱われるかどうかは議会の承認次第である。もっとも、覚書を作成した政府（内閣・大統領府等）間、あるいは担当当事者間の法的拘束力については通常は認められる。
了解覚書の締結には、通常の条約の締結において必要とされる国会での承認手続(批准)のような複雑な手続きが必須ではない。このため、複数の国家の行政機関間での制度の運用などに関する取り決めは了解覚書の形式を取ることが多い。
通常は取り決めを破った場合の罰則などを規定しない。了解覚書に対応する国内法上の規定を通常は持たないため効力を発揮しないためであるが、覚書の内容によっては外交上の信義関係あるいは当局間の信義関係に重大な影響を与える可能性がある。
日本においては、立法機関である国会の承認を経ない了解覚書は直接的には法令としての地位を有さない。ただし、了解覚書で取り決められた事項を実施する手段として、法律や政省令(すなわち法令)が改正される場合には、間接的に法的規範として機能することになる。